# Defereggen-völgy
A Defereggen-völgy (németül: Defereggental) vagy röviden Defereggen egy nyugat–keleti futású alpesi völgy Kelet-Tirolban, azaz Ausztria Tirol tartományának Lienzi járásában. Egyike a járás három legfontosabb, egymással párhuzamosan futó magashegyi völgyének. Két szomszédja a Virgen-völgy és a Puster-völgy. A völgy felső vége a Magas-Tauern főgerincén fekszik, itt a Staller-nyergen át az olaszországi Dél-Tirolba, az Antholzi-völgybe lehet átjutni. A történelmi Tirol két völgyének lakosságát évszázados hagyományok, kereskedelmi, kulturális és családi kapcsolatok kapcsolják össze.

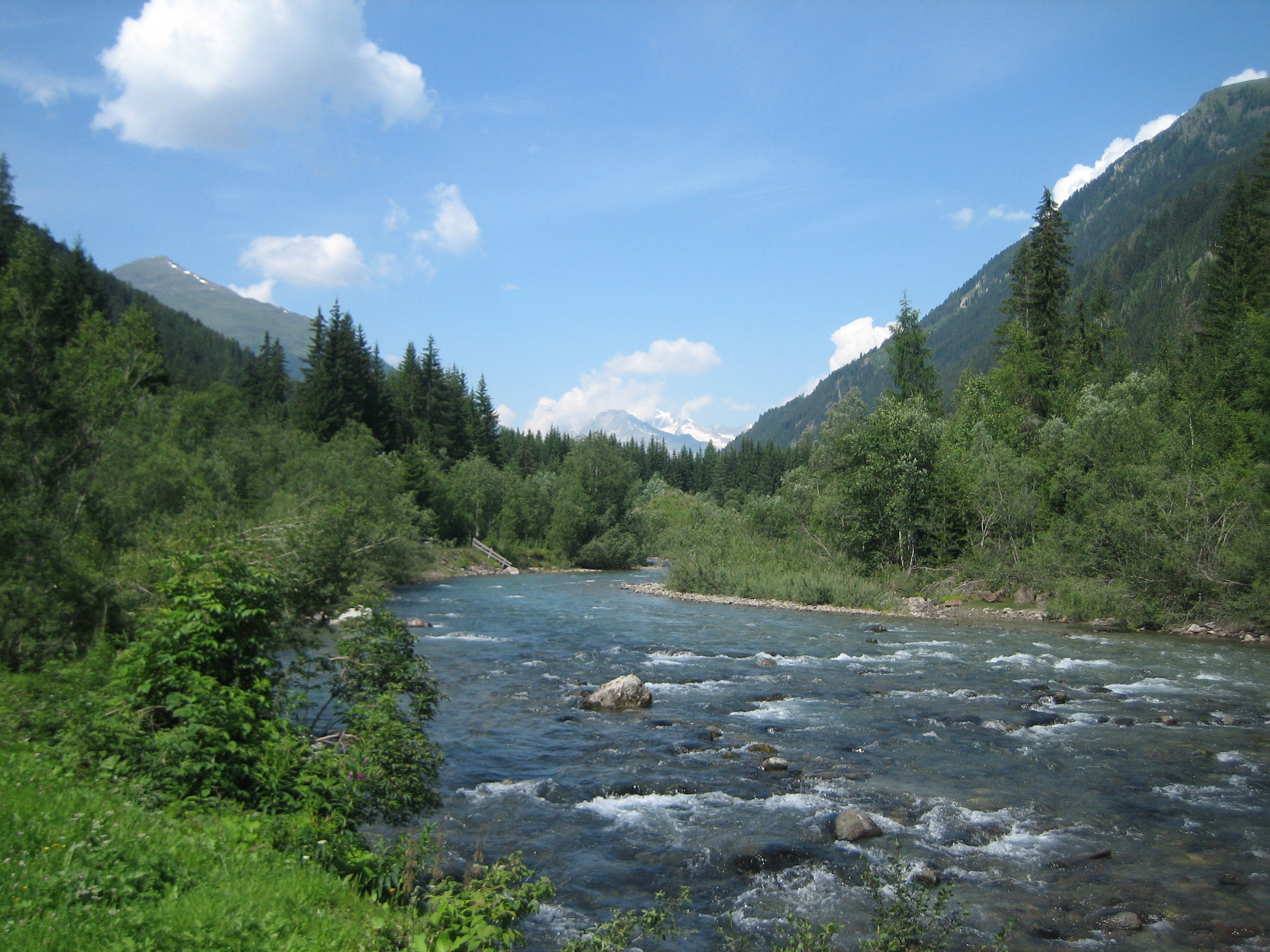
A Schwarzach-patak Sankt Veit in Defereggen környékén

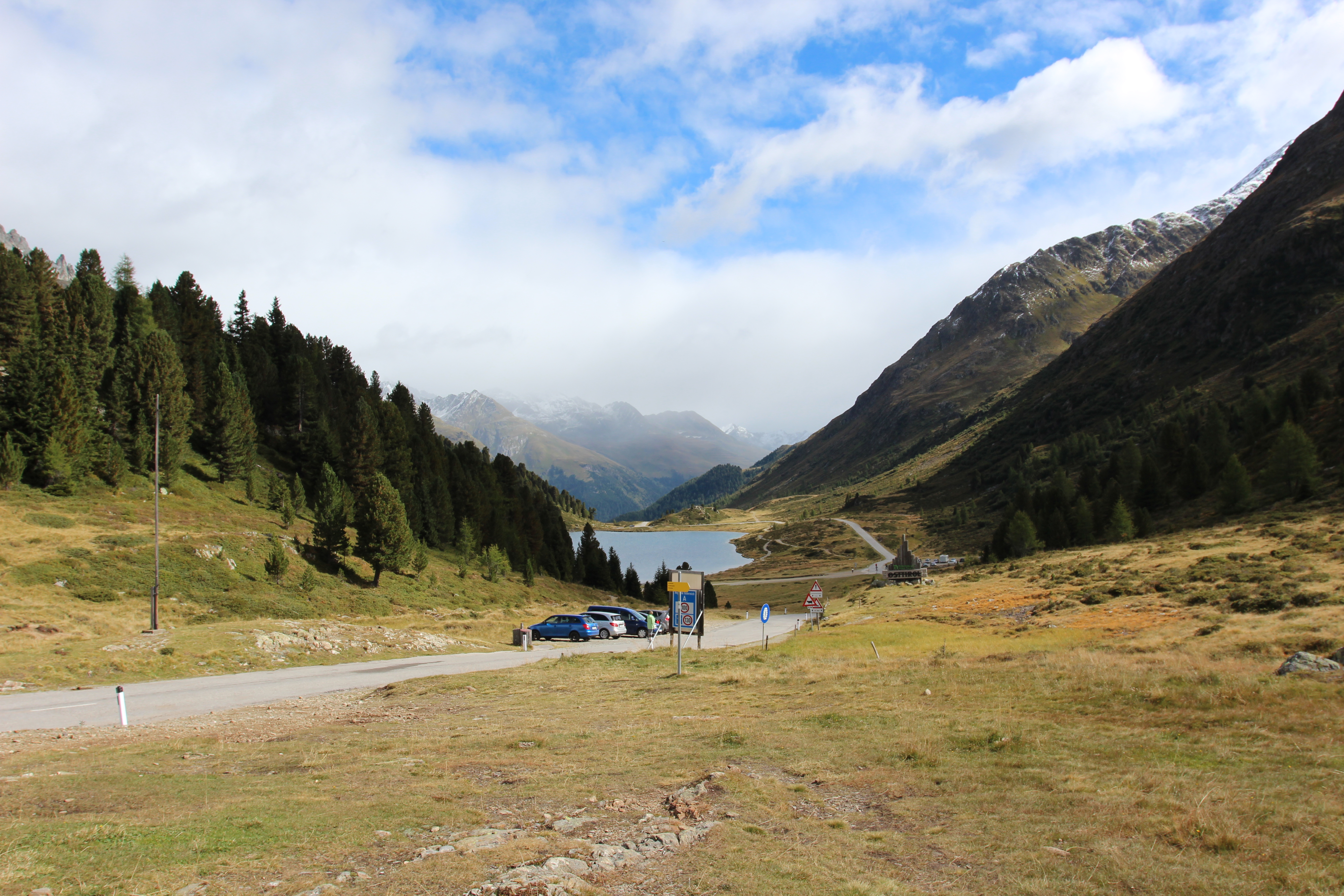
A Felső-tó (Obersee) a Staller-nyereg alatt

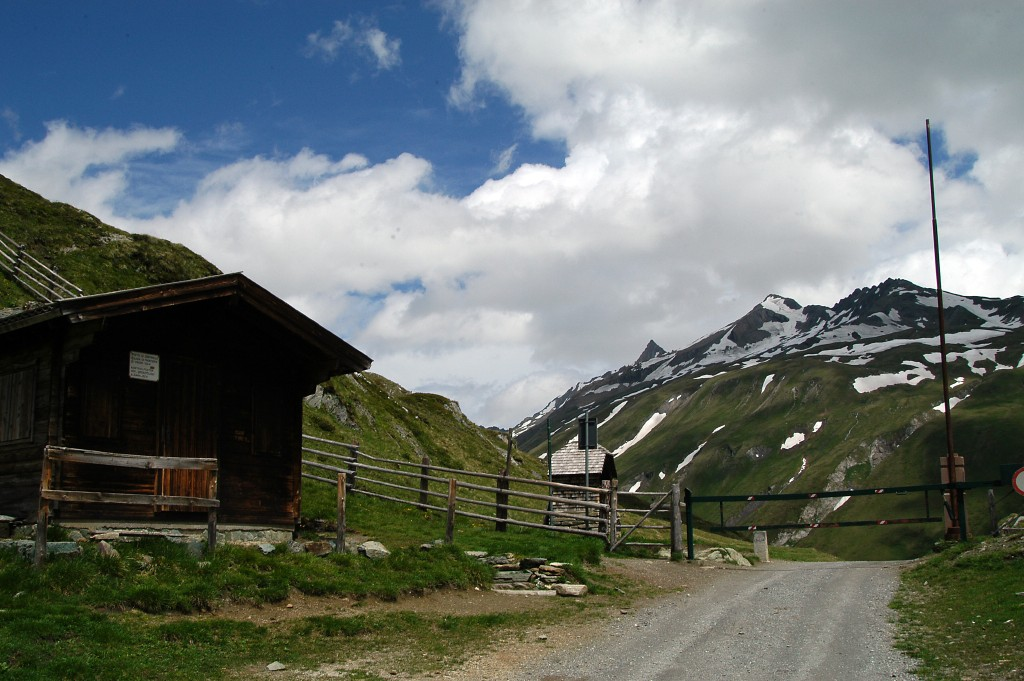
A Klamml-hágó (2295 m)

## Földrajzi fekvése
A Defereggen-völgy Tirol szövetségi tartomány 1919 óta földrajzilag különálló keleti részében, Kelet-Tirolban Osttirol) fekszik, a Magas-Tauern Natúrpark területén. Déli oldalát a Defereggeni-Alpok és a Villgrateni-hegyek hegylánca határolja, mely elválasztja a völgyet a vele párhuzamosan futó Puster-völgytől és az abból kiágazó Villgraten-völgyektől. A Defereggen-völgyet északon a Lasörling-hegycsoport határolja, amely a Virgen-völgytől választja el. Mind a Defereggen-, mind a Virgen-völgy az Isel folyó völgyébe fut ki. A völgy felső végét a Magas-Tauern Rieserferner-csoportja, Lasörling-csoportja és Schober-csoportja fogja közre. A völgy teljes hosszában a Schwarzach-patak folyik, amely Magas-Tauern főgerincén, a Klamml-hágó alatt ered, és Huben településnél hagyja el a Defereggen-völgyet, és ömlik az Isel folyóba.
A völgyben a 35 km hosszú, L25-ös számú tartományi országút halad végig. A „Defereggen-völgy útja”, a Defereggentalstraße a völgy felső végétől, a Staller-nyeregtől lefelé ereszkedve keleten az Isel folyó völgyébe fut ki. A Matrei in Osttirol városhoz tartozó Huben településnél becsatlakozik a B-108. számú szövetségi főútvonalba (Felbertauernstraße), amely észak felé a Felbertauern-alagúton át Salzburg tartományba, Mittersill és Kitzbühel felé vezet, délnyugatnak pedig Lienzbe visz, ahol az Isel folyó a Drávába ömlik.
Az Defereggen-völgy kijáratával szemben, az Isel-völgy keleti oldalából nyílik a Kalsi-völgy (Kalsertal), amely a Großglocknerhez vezet fel.
A Defereggen-völgy legmagasabban fekvő lakott helye Erlsbach, itt a Staller-hágó felé haladó Defereggen-völgyi útból egy díjköteles út ágazik ki észak felé, mely a 2009 m magasan fekvő, Jagdhausalm nevű hegyi gazdasághoz vezet, amely a 13. század óta működik. Ez a Defereggen-völgy legfelső szakasza a Schwarzach-patak felső folyása. A Jagdhausalm-tól tovább felfelé vezető utat csak a gyalogosok és kerékpárosok használhatják, közúti járművek csak külön engedéllyel. Magashegyi túrautak vezetnek a 2295 m magas Klamml-hágóba, a Schwarzach forrásvidékére. A völgyet keleten a Magas-Tauern főgerince kíséri, amely az olasz-osztrák államhatárral esik egybe. A forrásvölgyet 3000 méternél magasabb csúcsok sora veszi körül (északról dél felé: Löffel-csúcs (3132 m), Gabel-csúcs (3071 m), Dreieck-csúcs (3032 m), Großer Lenkstein (3236 m), Hochgall (3435 m), Große Ohren-csúcs (3101 m), ettől délre a Staller-nyereg következik.  A Staller-nyergen át kiépített hágóút forgalma időszakosan szabályozott, de állandó összeköttetést biztosít a dél-tiroli Antholzi-völgybe.
A völgy községei: Hopfgarten in Defereggen, St. Veit in Defereggen és St. Jakob in Defereggen.

## Nevének eredete
A völgy nevét alapvetően a kelta dubar szóból eredeztetik, melynek jelentése „fekete, sötét”. Van olyan elmélet is, mely szerint a szláv dober („jó”) szóból származik.

## Történelme
A Defereggen-völgyet a 7. századtól kezdve népesítették be dél és nyugat felől – a mai Dél-Tirol területéről, az Antholzi-völgyből a Staller-nyergen át, és a Rein-völgyből a Klamml-hágón (Klammljoch) keresztül. 1919-től mindkét hágó az olasz–osztrák államhatárra került. A közös történelem és kultúra számos jele közül az egyik az, hogy dél-tiroli, olasz állampolgárságú gazdálkodók legeltetési jogai a 21. században is folyamatosan érvényesek maradtak a felső Defereggen-völgy (Ausztriában maradt) területén is. A völgy önkormányzati központja, Sankt Jakob in Defereggen Kelet-Tirol legrégibb települése.
A 17. századra a völgy lakosságának nagy része már elhagyta a római katolikus vallást és evangélikusságra tért. Az ellenreformáció erősödésével, 1681-ben a Salzburgi Hercegérsekség rekatolizálásra szólította fel a lakosságot. Aki ezt megtagadta, kiutasították Ausztriából. A lakosság mintegy felét, 700 felnőtt személyt űztek el, akiknek hátra kellett hagyniuk minden vagyonukat és a gyermekeiket is, utóbbiak az római katolikus egyház gondozásába kerültek. Aki megpróbálta gyermekeit elrejteni vagy vagyonát kimenteni, azt gályarabnak adták el. Az eljárás ellentétes volt a Habsburgok által is aláírt vesztfáliai béke rendelkezéseivel. A Német-római Birodalom evangélikus rendjeinek testülete, a Corpus Evangelicorum és Frigyes Vilmos brandenburgi választófejedelem is protestált a törvénytelen eljárás ellen, de Lipót császár csak 1690-ben avatkozott be. Ő is csak annyit enyhített a szigoron, hogy a kiutasítottak magukkal vihették gyermekeiket és ingó vagyontárgyaikat. Az ún. exulánsok a Birodalom toleránsabb tartományaiban, a mai Bajorország és Baden-Württemberg területén telepedtek le.
Az első világháború után, az 1919-es Saint-germaini békeszerződés értelmében Tirol déli része az Olasz Királysághoz került, a Defereggen-völgy lakóit államhatár választotta el őseiktől és rokonaiktól, az Antholzi-völgy lakóitól. Az Európai Unió megalakulása valamelyest enyhítette a szétszakítottságot. A Magas-Tauern Natúrpark természetvédelmi rendelkezései kiterjednek a Defereggen-völgyre, így a völgyben messzemenően fennmaradt az érintetlen természeti környezet. Ez az osztrák Alpok egyik legritkábban lakott területe, jól megőrzött magashegyi élővilággal.

## Turizmus, sport
A Defereggen-völgy Kelet-Tirol legnagyobb jelentőségű turisztikai területe. A környező hegyeket túrautak sűrű hálózata szövi át. A völgy déli oldalán, Sankt Jakob és Sankt Veit községek között alpesi síközpont létesült.